# Bansat
Bansat – miejscowość i gmina we Francji, w regionie Owernia-Rodan-Alpy, w departamencie Puy-de-Dôme.
Według danych na rok 1990 gminę zamieszkiwało 220 osób, a gęstość zaludnienia wynosiła 21 osób/km² (wśród 1310 gmin Owernii Bansat plasuje się na 630. miejscu pod względem liczby ludności, natomiast pod względem powierzchni na miejscu 790.).